# RTLinux
RTLinux bylo rozšíření Linuxu, přesněji jeho jádra, které z něj dělalo operační systém reálného času. 
RTLinux původně vznikl na Univerzitě Nového Mexika prací Victora Yodaikena a jeho studentů. Komerčně jej podporovat a rozšiřovat začala nejprve společnost FSMLabs, která jej například portovala na architekturu ARM a vyvíjela jej v placené a neplacené variantě. V roce 2007 je odkoupila společnost Wind River Systems, od roku 2009 vlastněná Intelem. K roku 2011 ovšem vývoj RTLinuxu zastavila, přičemž za jeho vhodnou náhradu je považován projekt RT_PREEMPT.